# 양 도살자
《양 도살자》(Matador de ovejas , Killer Of Sheep)는 미국에서 제작된 찰스 버넷 감독의 1978년 드라마 영화이다. 헨리 G. 샌더스 등이 주연으로 출연하였고 찰스 버넷 등이 제작에 참여하였다. 주로 1972년, 1973년에 촬영되었다.
1978년 11월 14일 뉴욕 휘트니 미술관에서 초연되었다.

## 출연

### 주연
- 헨리 G. 샌더스